# X tysiąclecie p.n.e.
(Plejstocen, Paleolit – X tysiąclecie p.n.e. – IX tysiąclecie p.n.e. – Kalendarium)
Początek Mezolitu, pierwszego okresu epoki Holocenu.
Okres Bubalus na obszarze Sahary
- około 10000 p.n.e. (10000 lat p.n.e. to inaczej 11950 lat BP i ok. 10150 lat 14C BP)

## Wydarzenia
- Afryka
  - dominowały tu ludy niskorosłe (140-150 cm u mężczyzn), negroidalnego typu. Ludy te trudniły się zbieractwem i łowiectwem. Najmniejszej postury byli Pigmeje[potrzebny przypis]
- Europa
  - Kultura magdaleńska tworzy malowidła naskalne w jaskiniach na terenie dzisiejszej Francji (polowanie na zwierzęta i sceny religijne)
  - pierwsze ślady ludu Lapończyków na półwyspie skandynawskim
- Azja
  - kultura Jōmon, początki garncarstwa w Japonii
  - Pierwsze prehistoryczne statuy odkryte Nevalı Çori i Göbekli Tepe blisko Urfy w dzisiejszej wschodniej Turcji
- Ameryka Północna
  - pierwsze ślady osadnictwa na wyspach Królowej Charlotty położonych u wybrzeży kanadyjskiej prowincji Kolumbia Brytyjska

- Główną bronią łowiecką stała się broń dystansowa jak ościenie[potrzebny przypis]
- Znaleziono czaszki z tego okresu noszące ślady trepanacji

## Ludność Świata
- ludność świata ok. 10000 p.n.e. – 5 milionów[1]

## Zmiany w środowisku
11650 lat BP (ok. 9700 p.n.e.) kończy się młodszy dryas – ostatnia zimna faza ostatniego zlodowacenia – a zaczyna się holocen – obecny interglacjał. Wraz z ociepleniem następowały drastyczne zmiany w środowisku. Wymarły zwierzęta megafauny.
- Koniec okresu zimna młodszego driasu – granica między plejstocenem a holocenem i tradycyjnie granica między paleolitem a mezolitem
- po ustąpieniu lodowca ludzie osiedlają się w północnej Europie
- 9500-8000 BP – powstaje jezioro Ancylusowe, trzeci etap rozwoju Morza Bałtyckiego[2]

## Odkrycia i wynalazki
- udomowienie kozy w Iranie
- pomiędzy 12000 a 10000 p.n.e. udomowienie psa na bliskim wschodzie[3]
- ok. 9000 lat p.n.e. – udomowienie kozy na subkontynencie indyjskim[4]; uprawa grochu, fasoli, pieprzu, ogórków oraz hodowla bydła i świń w Tajlandii[5]